# Valmieras Futbola Klubs 2020
Questa voce raccoglie le informazioni riguardanti il Valmieras Futbola Klubs nelle competizioni ufficiali della stagione 2020.

## Rosa
| N. |                       | Ruolo | Calciatore       |
| -- | --------------------- | ----- | ---------------- |
| 1  | Ucraina (bandiera)    | P     | Andrij Kožuchar  |
| 2  | Lettonia (bandiera)   | D     | Daniels Balodis  |
| 3  | Lettonia (bandiera)   | D     | Madis Miķelsons  |
| 5  | Lettonia (bandiera)   | D     | Kristaps Liepa   |
| 6  | Lettonia (bandiera)   | D     | Krišs Kārkliņš   |
| 7  | Lettonia (bandiera)   | C     | Kristers Lūsiņš  |
| 8  | Ucraina (bandiera)    | C     | Mykola Musolitin |
| 9  | Lettonia (bandiera)   | A     | Ēriks Punculs    |
| 10 | Lettonia (bandiera)   | C     | Alvis Jaunzems   |
| 11 | Kazakistan (bandiera) | A     | Samat Sarsenov   |
| 14 | Georgia (bandiera)    | C     | Luk'a Silagadze  |
| 16 | Francia (bandiera)    | D     | Julien Celestine |
| 17 | Senegal (bandiera)    | D     | Pape Fall        |

| N. |                       | Ruolo | Calciatore           |
| -- | --------------------- | ----- | -------------------- |
| 19 | Senegal (bandiera)    | A     | Djibril Gueye        |
| 22 | Nigeria (bandiera)    | D     | Olaide Badmus        |
| 29 | Tunisia (bandiera)    | C     | Motaz Zaddem         |
| 31 | Russia (bandiera)     | P     | Vlad Eleferenko      |
| 33 | Lettonia (bandiera)   | C     | Daniils Skopenko     |
| 37 | Lettonia (bandiera)   | D     | Artūrs Bērziņš       |
| 65 | Lettonia (bandiera)   | P     | Rudolfs Soloha       |
| 77 | Portogallo (bandiera) | C     | Jorge Teixeira       |
| 80 | Senegal (bandiera)    | C     | Mohamed Diagne       |
| 84 | Lettonia (bandiera)   | P     | Vladislavs Lazarevs  |
| 99 | Nigeria (bandiera)    | A     | Toluwalase Arokodare |
|    | Camerun (bandiera)    | D     | Joyskim Dawa         |
|    | Lettonia (bandiera)   | C     | Dāvis Indrāns        |